# 佐藤悦成
佐藤 悦成（さとう えつじょう、1950年（昭和25年）3月 - ）は、愛知学院大学元学長。

## 略歴
- 1950年3月、出生
- 1974年、駒澤大学大学院人文科学研究科仏教学専攻、修士課程修了
- 1977年、同博士後期課程単位取得退学、愛知学院大学文学研究科で文学博士号取得
- 1977年から1980年にかけて駒澤大学高等学校宗教科講師
- 1980年から1983年にかけて愛知学院大学禅研究所職員
- 1989年まで愛知学院大学短期大学部で人間文化講師、1995年まで助教授、1997年まで教授
- 1997年から2008年まで愛知学院大学文学部宗教学科教授、2002年より愛知学院大学大学院文学研究科宗教学・仏教学教授
- 2008年より同大学文学部宗教文化学科教授
- 2014年10月より、愛知学院大学長に就任
- 2020年3月、学長退任

### 受賞歴
- 1989年9月15日、第31回日本印度学仏教学会賞受賞

### 役員歴
- 2004年より日本仏教学会理事

## 著書
- 『禅へのいざない 全4巻』（大東出版社、1996年）
- 『新版 敦煌新本六祖壇経』（宗教文化出版社、2001年） - 中国語で記述
- 『宋代禅宗の社会的影響』（山喜房仏書林、2002年） - 鈴木哲雄と共著
- 『宗教と人間―真の生き方を求めて』（大東出版社、2005年） - 愛知学院大学宗教研究会として編集

### 博士論文
- 『中世後期曹洞宗展開史の研究』

### 論文
- CiNii
- INBUDS
- KAKEN